# Matthews (Georgia)
Matthews es un lugar designado por el censo ubicado en el condado de Jefferson en el estado estadounidense de Georgia. En el año 2010 tenía una población de 150 habitantes.

## Geografía
Matthews se encuentra ubicado en las coordenadas 33°12′38″N 82°18′30″O / 33.21056, -82.30833.